# Tibor Simanyi
Tibor Simányi (* 1924 in Kiskunfélegyháza; † 8. Februar 2008 in Wien) war ein ungarischer Historiker und Autor.

## Leben

### Ungarn
Tibor Simányi wurde in eine Offiziersfamilie (Großvater, Vater) geboren. Er verbrachte seine Jugend in Mátyásföld (heute ein Teil von Pest) und in Budapest, wo er im Juli 1942 am „Reformierten Obergymnasium“ maturierte. Von 1942 bis 1946 studierte er Germanistik und Anglistik an der Péter-Pázmány-Universität, Budapest. Im Sommer 1944 leistete er Militärdienst in Siebenbürgen. Nach Kriegsende 1946 war er Verlagslektor beim Verlag Magyar Téka. Nach der Machtübernahme der Kommunisten in Ungarn und der Verstaatlichung des Verlags wurde ihm eine Weiterarbeit verwehrt. Er erhielt eine Anstellung als Hilfsarbeiter in einer Fabrik später als „technischer Übersetzer“. Daneben betätigte er sich als Schauspieler in einer Laientruppe und in kleinen Literatur- und Intellektuellenzirkeln bis zum Jahr 1956 in dem er vor den sowjetischen Panzern flüchtete und worüber er schrieb:
„Ich war nie ein „Emigrant“. Auch nicht zu Weihnachten 1956, als ich, einer von Zehntausenden, auf der Flucht vor den sowjetischen Panzern, die im November und Dezember Ungarns Volksaufstand niedergeschlagen hatten, in Wien ankam. Ich fühlte mich nie als Emigrant. Meine Zweisprachigkeit – war Familienerbe meiner Großmutter: Ihre Vorfahren waren aus Bayern gekommen und sie hatte ihr Leben lang ein fürchterliches Ungarisch gesprochen; auch meine Mutter hatte erst in der Schule die Landessprache erlernt. Nur meines Vaters Muttersprache war Ungarisch. Er sprach aber auch ein gepflegtes Deutsch – mit dem unverkennbaren Akzent. Das half mir über die ersten Schwierigkeiten hinweg; wie auch die Erinnerung an schöne Aufenthalte vor dem Krieg in der Grazer Umgebung und das Studium der Germanistik in Budapest.“ (Zitat)

### Wien 1956–1970
Nach der Flucht 1956 arbeitete er von 1957 bis 1962 in Wien als freier Journalist bei verschiedenen Zeitschriften und Zeitungen (Wirtschafts-Horizont, Neues Österreich, Neue Österreichische Tageszeitung, Neue Illustrierte Wochenschau). 1962 wechselt er als Lektor zum Verlag Donauland bis 1964 und dann in gleicher Funktion zum Europa Verlag bis 1968. 1969 ging Tibor Simányi zum Hug Verlag nach Zürich (Schweiz), wo er nur ein Jahr blieb.

### Köln 1970–1981
1970 wechselte Simányi nach Köln, wo er von 1970 bis 1976 den Ungarischen Sprachdienst des Kurzwellensenders Deutsche Welle leitete und noch weiter bis 1981 tätig war. In dieser Zeit verfasste er eine große Zahl an Rundfunkbeiträgen und Zeitungsartikeln zu politischen und gesellschaftlichen Ereignissen in Europa („ca. 3500 Beitragsstunden und ein halbes Kilo Artikel“ zit. T.Simányi).

### Wien 1981–2008
1981 erfolgte seine Pensionierung und seine Rückkehr nach Wien, wo er sich vor allem als Buchautor und Übersetzer aber auch als Korrespondent der Voice of America und der Deutschen Welle bis 1992 betätigte. Bis kurz vor seinem Tod im Jahre 2008 verfolgte er interessiert und im Austausch mit verschiedenen Kreisen das Weltgeschehen. Für ein noch fertiggestelltes Buchmanuskript hatte er nicht mehr genug Kraft und Ausdauer, einen Verleger zu finden. Nach kurzer unheilbarer Krankheit starb Tibor Simányi im Alter von 84 Jahren am 8. Februar 2008 in „seinem“ Wien. Nach der Einäscherung wurde seine Urne am 29. Februar 2008 auf dem Friedhof Wien-Mauer beigesetzt.

## Bedeutung und Wirken
Neben seiner eigenen journalistischen und schriftstellerischen Tätigkeit erlangte Tibor Simányi besondere Bedeutung als langjähriger Freund, Briefpartner und Übersetzer von Sándor Márai, der um die Jahrtausendwende eine besondere Renaissance seines Werks im deutschen Sprachraum erlebte.
Tibór Simányi fand seine geistige Heimat in der Monarchie, die er durch seine Bücher profunde kannte. Er betrachtete sich „als ein spät geborener“ Bürger „seiner Monarchie“.
Er sah die Annäherung Deutschland – Frankreich als eine späte Verwirklichung der Kaunitz´schen Konzeption und die Europäische Union als eine geographisch verschobene Neuauflage der Österreichisch-Ungarischen Monarchie. In seiner Art war er ein gebildeter, immer freundlicher und umgänglicher Herr, der Wein, Weib und Gesang (die Oper) liebte, ein gentle man.

## Auszeichnungen
Keine. „Mit einiger Wehmut halte ich fest, daß meine Bücher – sonderbarerweise gerade die „Österreichischen“ Titel „Kaunitz“, „Ferdinand“, „Hadik“, „Andrássy“ – im Ausland, in Deutschland und in Italien, größere Verbreitung gefunden haben als in Österreich. Das bezeichnendste Beispiel dafür: „Andrássy“ wurde in Die Zeit vom bekannten deutschen Historiker Uwe Engelbert in einer dreispaltigen Rezension besprochen – in den österreichischen Medien kaum erwähnt.“ (T. Simányi 1997)

## Werke
1. The people of Kossuth (Ten historical miniatures). Illustrated by Hugo Matzenauer. Ars Hungarica Vienna 1959 115 S. gebunden
2. Imre Madách und seine Tragödie des Menschen, 1964
3. Der Raub Europas – Biographie eines Kontinents. Europa Verlag Wien 1967
4. Madame de Pompadour – Eine Biographie. Claassen, Düsseldorf 1979. 375 S. gebunden, ISBN 3-546-48513-0
5. Kaunitz oder Die diplomatische Revolution. Staatskanzler Maria Theresias. Amalthea, Wien, München 1984. 446 S. gebunden, ISBN 3-85002-192-0
6. Er schuf das Reich. Ferdinand von Habsburg. Amalthea, Wien München (1987) 316 S. gebunden, ISBN 3-85002-224-2
7. Die Österreicher in Berlin. Der Husarenstreich des Grafen Hadik anno 1757. Amalthea, Wien, München 1987. 148 S. gebunden, ISBN 3-85002-246-3
8. Zusammen mit Franz Endler, Lajos Mesterházi: Wien und Budapest auf alten Photographien. J&V (Jugend & Volk Wien, Verlagsgesellschaft m.b.H.) 1989 207 S. Bildband zahlr.Ill. ISBN 3-224-17622-9
9. Julius Graf Andrássy. Baumeister der Doppelmonarchie Mitstreiter Bismarcks.ÖBV (Österreichischer Bundesverlag GmbH Wien) 1990 291 S. gebunden, ISBN 3-215-07480-X
10. Wolkenfetzen. Unzeitgemäße Notizen eines Mitteleuropäers 1991–1993. Haag + Herrchen, Frankfurt am Main 1994 137 S. Broschiert ISBN 3-86137-156-1
11. Das Bündnis. Geschichte eines Untergangs. Essay. Haag + Herrchen, Frankfurt am Main 1995, 61 S. Broschiert ISBN 3-86137-305-X
12. Sándor Márai. Lieber Tibor. Briefwechsel. Herausgegeben und aus dem Ungarischen übersetzt von Tibor Simányi. Piper,  München Zürich 2002, 336 S. gebunden, ISBN 3-492-04377-1
13. Kaiser Karl I. (IV.) als Christ, Staatsmann, Ehemann und Familienvater (Mitautor), 2004
14. Das Bündnis. West und Ost gegen die Mitte Ersch.Jahr?

## Übersetzungen
- Sándor Márai/Tibor Simányi: Lieber Tibor. Briefwechsel. (Briefsammlung 1969–1989) Herausgegeben und aus dem Ungarischen übersetzt von Tibor Simányi, Piper, München/ Zürich 2002, ISBN 3-492-04377-1
- Sándor Marái: Das Wunder des San Gennaro. Roman. Aus dem Ungarischen und mit einem Nachwort von Tibór Simanyi. Piper, München Zürich 2007, 285 S. gebunden und broschiert ISBN 978-3-492-24969-0